# Вариантная анатомия
Вариантная анатомия — раздел анатомии, изучающий межиндивидуальные варианты формы и топографии макроскопических структур организма. Подобные нормальные анатомические различия обусловлены в основном генетическими факторами, но также их причиной может быть и влияние образа жизни и других внешних условий. 
Область вариантной анатомии стала пополняться анатомическими находками еще с давних времен, подвергая сомнению стандартизированное строение так называемого «усредненного» человека. Исследователи часто наблюдали несоответствия в строении и топографии анатомических образований на секционном или операционном столах тем данным, которые изложены в анатомических руководствах. Средние значения «нормы» не всегда совпадали с действительным расположением и формой органов . В самой ранней работе по данной области, опубликованной в 1898 году, были показаны анатомические вариации в широком диапазоне и значимости.
В 1920-х годах на кафедре топографической анатомии Военно-медицинской академии под руководством проф. В. Н. Шевкуненко были изучены более 1800 трупов и выявлены многочисленные варианты строения и топографии внутренних органов, нервов и кровеносных сосудов. На основании полученных данных были сформулированы положения учения о вариационной анатомии, и введены понятия терминов «возрастная» и «типовая» анатомия . 
Знание и понимание врачами природы нормальных анатомических вариаций важно для того, чтобы отличать их от патологических состояний. Сегодня вариантаная анатомия определяет границы нормы, демонстрирует ее крайние формы, выявляет варианты аномального строения анатомо-физиологических систем и их
компонентов, раскрывает закономерности их развития, а также дополняет понятие индивидуальной нормы.